# Konstantinos Zappas
Konstantinos Zappas (en griego:  Κωνσταντίνος Ζάππας  1814–1892) fue un empresario y filántropo nacional griego. Junto con su primo Evangelos Zappas jugaron un rol esencial en el resurgimiento de los Juegos Olímpicos.
Zappas nació en 1814 en el pueblo de Labova e Madhe (Mega Lambovo), entre Gjirokastra (Argyrokastro) y Tepelenë, en la actual Albania, entonces parte del Imperio otomano. Tras de la muerte de Evangelos Zappas, se convirtió en el ejecutor del legado de su primo y el resurgimiento permanente de los Juegos Olímpicos. Fue nombrado director del Comité Olímpico que organizó la denominada Olimpiadas Zappas, un festival atlético griego que se llevó a cabo en los años 1859, 1870 y 1875 y precursor de los modernos Juegos Olímpicos a nivel internacional.
En 1881, compró terrenos que se extendían en Tesalia y en los siguientes años contribuirá en la construcción del Zappeion en Atenas, el cual fue oficialmente inaugurado el 28 de octubre de 1888. Además, numerosas escuelas e instalaciones educativas griegos fueron construidas con su apoyo financiero personal; incluyendo escuelas para niñas en Constantinopla (Estambul), en su ciudad natal Labovë, así como en varias ciudades en Epiro (Tepelene, Delvine) y Tesalia Muchos estudiantes se beneficiaron de sus becas de estudio de postgrado en Europa Occidental (mayoritariamente en los campos científicos de la agricultura).
Murió en 1892 en Mantes-la-Jolie, Francia. Tras su muerte el gobierno de Rumania tomó todos sus bienes, que aun permanecían en Rumania, lo que provocó un caso en la ley internacional de aquel entonces; y, su primo Evangelos Zappas era a menudo referenciado erróneamente como su hermano. Las tierras y el patrimonio de Konstantinos quedaron en manos del gobierno griego. El Barón Pierre de Coubertin junto con A. Mercatis, un amigo cercano de Konstantinos, alentó al gobierno griego a poner un poco de aquel legado para financiar los Juegos Olímpicos de Atenas 1896, además del legado de Evangelos Zappas.
Las estatuas de Konstantinos y su primo Evangelis Zappas están ubicados enfrente del Zappeion.